# Alfredo Bodoira
Alfredo Bodoira (né le 28 août 1911 à Mathi dans la province de Turin et mort le 3 août 1989 à Turin) est un footballeur italien, qui évoluait au poste de gardien de but.

## Biographie
Portier, Bodoira, surnommé Pinza, est formé par le club de sa province natale, parmi les jeunes de la Juventus, avec qui il fait ses débuts en professionnel. Il devient titulaire pour la première fois avec l'Anconitana, en Serie A. À partir de 1937, il redevient gardien des bianconeri et en 1941 (en tout 107 buts encaissés en 98 matchs pour les bianconeri), il rejoint l'autre club de la ville, avec le Torino.
À la reprise du championnat, en 1946, il rejoint l'Alessandria, puis finit sa carrière en 1948, après deux saisons disputées en Serie C à Cesena.
Il est l'un des trois joueurs, avec Guglielmo Gabetto et Eugenio Staccione, à avoir remporté un scudetto avec les deux équipes majeures de Turin.
Il meurt à l'âge de 78 ans en 1989.

## Palmarès
| Juventus - Championnat d'Italie (1) : - Champion : 1930-31. - Vice-champion : 1937-38. - Coupe d'Italie (1) : - Vainqueur : 1937-38. |  | Torino - Championnat d'Italie (1) : - Champion : 1942-43. - Coupe d'Italie (1) : - Vainqueur : 1942-43. |